# Snake Eyes (film, 1998)
Snake Eyes är en film från 1998, regisserad av Brian De Palma, med Nicolas Cage i huvudrollen.

## Handling
Rick, som är kriminalpolis, är på en boxningsgala tillsammans med en vän. Försvarsministern, som sitter på raden bakom Rick, blir skjuten av en prickskytt. Portarna till arenan stängs och Rick startar en mordutredning med 14 000 möjliga mördare eller vittnen.

## Om filmen
Filmen är inspelad i Atlantic City, Egg Harbor Township och Montréal. Den hade världspremiär i USA den 30 juli 1998 och svensk premiär den 21 augusti samma år, åldersgränsen är 15 år.
Titeln "snake Eyes" kommer av att då båda tärningarna (i tärningsspel på kasinon) visar ettor liknar det två ögon. Av detta blir det "snake eyes". 

## Rollista (i urval)
- Nicolas Cage – Rick Santoro
- Gary Sinise – Kevin Dunne
- Carla Gugino – Julia Costello
- Kevin Dunn – Lou Logan
- Luis Guzmán – Cyrus
- Mike Starr – Walt McGahn

## Musik i filmen
- Fiesta Mexicana, skriven och framförd av Rhodes, Manucci & Skinner
- The Freaky Things, skriven av Randy DeBarge och Etterlene Jordan, framförd av LaKiesha Berri
- Hey Hey, skriven av Cornell "Ryot" Richardson och Kevin Campbell, framförd av Ryot
- Shortest Route, framförd av Xysma
- Come On, skriven av Terry Lewis, James Harris III, James Wright och Barry White, framförd av Barry White
- Sin City, skriven och framförd av Meredith Brooks